# Rafael Martí Orberà
Rafael Martí Orberà (València, 1880 - Madrid, 1963) va ser un dramaturg, periodista i novel·lista valencià.

## Biografia
Va viure entre València i Madrid i va estrenar peces de teatre tant en català com en castellà, amb predomini d'aquesta segona llengua, fet potser provocat pel desig d'assolir un major ressò i també pel seu fracàs com a introductor del gènere dràmatic en el món teatral valencià, completament dominat pel sainet. Pel que fa al teatre en català, entre 1910 i 1911 va escriure fonamentalment obres dramàtiques (L'ombra del ciprer, considerada generalment com la millor d'aquest període, L'ase del poble, etc.). Després d'un parèntesi de més d'una dècada, en què pràcticament les seues estades a Madrid van esdevenir una residència permanent, tornà a l'escena valenciana amb diversos sainets. En una darrera etapa, que coincideix amb la instauració de la República, donarà a l'escena peces més innovadores, menys sotmeses al motlle del sainet (Amparo, Rondalla de rondalles...). Molt poques de les seues obres valencianes van ser publicades, fet que no va afavorir a la seua difusió.
Amb Un miracle impossible guanyà el premi convocat per l'Ajuntament de València amb motiu del centenari de Sant Vicent Ferrer i amb María de Magdala: Leyenda evangélica en cuatro capítulos y epílogo va obtenir el Premi de Literatura de l'Ajuntament de València de 1950. També escrigué un llibre sobre Miguel de Cervantes, titulat Cervantes, caballero andante. Va col·laborar en diversos periòdics i revistes amb articles, contes i crítiques teatrals, amb el pseudònim de Justo Medio.
Les seues obres dramàtiques de la primera etapa són les més interessants de la seua producció, ja que signifiquen una ruptura amb el teatre valencià de l'època. Aquestes peces dramàtiques poden enquadrar-se en un naturalisme pròxim a d'Àngel Guimerà, amb certs biaixos veristes, sobretot quan tracta passions que deriven cap al crim. L'ombra del ciprer, l'obra més reeixida d'aquesta etapa «esdevé un model de tragèdia psicològica amb diverses referències simbòliques i místiques que representa una innovació destacada quant a l'aspecte temàtic: la intensitat i la violència de l'enfrontament que es produeix entre el personatge transgressor i les forces socials i ideològiques imperants».
Entre 1914 i 1919 va publicar la seua producció teatral completa en castellà, en la qual va incloure alguna traducció de peces valencianes (La risa del pueblo, traducció de L'ase del poble; i La llama, traducció de Fora llei).

## Obres
Llista no exhaustiva

### Teatre en català
- 1910 L'ombra de ciprer
- 1911 L'ase del poble
- 1911 L'elecció
- 1911 Fora llei
- 1911 Un pobret malalt o la casa d'un pobre
- 1925 Els tres novis de Toneta
- 1926 Els feliços
- 1927 Bodes d'or en l'horta
- 1927 Gent del dia o mil duros i automòbil
- 1927 De "llaurisio" a "pollo bien"
- 1927 Fill de Déu
- 1927 Honra entre llengües
- 1928 Rics d'ocasió o uns "ruqueros" a Madrid
- 1931 Amparo
- 1934 Rondalla de rondalles
- 1936 Pobres millonaris
- De qui és el xic?

### Teatre en castellà
- 1912 La oveja perdida
- 1913 Lo inmoral
- La deuda
- Entre nieblas
- El fantasma
- Madre, traduïda a l'anglès i representada a diversos països estrangers
- Isabel la Católica
- Madre de España
- La mujer fuerte